# Skate America de 2011
O Skate America de 2011 foi a trigésima edição do Skate America, um evento anual de patinação artística no gelo organizado pela United States Figure Skating Association, e que fez parte do Grand Prix de 2011–12. A competição foi disputada entre os dias 21 de outubro e 23 de outubro, na cidade de Ontario, Califórnia, Estados Unidos.

## Eventos
- Individual masculino
- Individual feminino
- Duplas
- Dança no gelo

## Medalhistas
| Evento                        | Ouro                                         | Prata                                       | Bronze                                           |
| Individual masculino detalhes | Michal Březina · República Tcheca            | Kevin van der Perren · Bélgica              | Takahiko Kozuka · Japão                          |
| Individual feminino detalhes  | Alissa Czisny · Estados Unidos               | Carolina Kostner · Itália                   | Viktoria Helgesson · Suécia                      |
| Duplas detalhes               | Aliona Savchenko · Robin Szolkowy · Alemanha | Zhang Dan · Zhang Hao · China               | Kirsten Moore-Towers · Dylan Moscovitch · Canadá |
| Dança no gelo detalhes        | Meryl Davis · Charlie White · Estados Unidos | Nathalie Péchalat · Fabian Bourzat · França | Isabella Tobias · Deividas Stagniūnas · Lituânia |

## Resultados

### Individual masculino
| Pos.              | Nome                 | Nacionalidade    | Pontos | PC         | PL          |
| ----------------- | -------------------- | ---------------- | ------ | ---------- | ----------- |
| Medalha de ouro   | Michal Březina       | República Tcheca | 216.00 | 79.08 (1)  | 136.92 (3)  |
| Medalha de prata  | Kevin van der Perren | Bélgica          | 212.48 | 70.09 (4)  | 142.39 (1)  |
| Medalha de bronze | Takahiko Kozuka      | Japão            | 212.09 | 70.69 (2)  | 141.40 (2)  |
| 4                 | Richard Dornbush     | Estados Unidos   | 202.27 | 70.03 (5)  | 132.24 (6)  |
| 5                 | Denis Ten            | Cazaquistão      | 197.98 | 67.38 (6)  | 130.60 (7)  |
| 6                 | Daisuke Murakami     | Japão            | 193.32 | 70.67 (3)  | 122.65 (9)  |
| 7                 | Douglas Razzano      | Estados Unidos   | 192.95 | 60.69 (9)  | 132.26 (5)  |
| 8                 | Samuel Contesti      | Itália           | 190.20 | 55.52 (10) | 134.68 (4)  |
| 9                 | Florent Amodio       | França           | 187.60 | 62.46 (8)  | 125.14 (8)  |
| 10                | Armin Mahbanoozadeh  | Estados Unidos   | 179.07 | 64.54 (7)  | 114.53 (10) |

### Individual feminino
| Pos.              | Nome                 | Nacionalidade  | Pontos | PC         | PL         |
| ----------------- | -------------------- | -------------- | ------ | ---------- | ---------- |
| Medalha de ouro   | Alissa Czisny        | Estados Unidos | 177.48 | 64.20 (1)  | 113.28 (2) |
| Medalha de prata  | Carolina Kostner     | Itália         | 177.35 | 60.23 (2)  | 117.12 (1) |
| Medalha de bronze | Viktoria Helgesson   | Suécia         | 145.75 | 51.13 (5)  | 94.62 (5)  |
| 4                 | Haruka Imai          | Japão          | 142.94 | 54.67 (4)  | 88.27 (9)  |
| 5                 | Ksenia Makarova      | Rússia         | 142.67 | 45.95 (7)  | 96.72 (4)  |
| 6                 | Caroline Zhang       | Estados Unidos | 140.70 | 55.05 (3)  | 85.65 (10) |
| 7                 | Elene Gedevanishvili | Geórgia        | 140.12 | 42.51 (10) | 97.61 (3)  |
| 8                 | Joelle Forte         | Estados Unidos | 139.70 | 48.86 (6)  | 90.84 (7)  |
| 9                 | Valentina Marchei    | Itália         | 135.17 | 43.19 (9)  | 91.98 (6)  |
| 10                | Joshi Helgesson      | Suécia         | 133.98 | 45.03 (8)  | 88.95 (8)  |

### Duplas
| Pos.              | Nome                                    | Nacionalidade  | Pontos | PC        | PL         |
| ----------------- | --------------------------------------- | -------------- | ------ | --------- | ---------- |
| Medalha de ouro   | Aliona Savchenko / Robin Szolkowy       | Alemanha       | 183.98 | 59.45 (5) | 124.53 (1) |
| Medalha de prata  | Zhang Dan / Zhang Hao                   | China          | 178.66 | 62.85 (1) | 115.81 (3) |
| Medalha de bronze | Kirsten Moore-Towers / Dylan Moscovitch | Canadá         | 177.43 | 59.60 (4) | 117.83 (2) |
| 4                 | Caydee Denney / John Coughlin           | Estados Unidos | 175.40 | 59.62 (2) | 115.78 (4) |
| 5                 | Vera Bazarova / Yuri Larionov           | Rússia         | 173.94 | 59.62 (3) | 114.32 (5) |
| 6                 | Tiffany Vise / Don Baldwin              | Estados Unidos | 155.42 | 51.55 (7) | 103.87 (6) |
| 7                 | Mary Beth Marley / Rockne Brubaker      | Estados Unidos | 144.80 | 56.16 (6) | 88.64 (8)  |
| 8                 | Maylin Hausch / Daniel Wende            | Alemanha       | 141.54 | 48.94 (8) | 92.60 (7)  |

### Dança no gelo
| Pos.              | Nome                                  | Nacionalidade  | Pontos | DC        | DL         |
| ----------------- | ------------------------------------- | -------------- | ------ | --------- | ---------- |
| Medalha de ouro   | Meryl Davis / Charlie White           | Estados Unidos | 178.07 | 70.33 (1) | 107.74 (1) |
| Medalha de prata  | Nathalie Péchalat / Fabian Bourzat    | França         | 156.29 | 60.07 (2) | 96.22 (2)  |
| Medalha de bronze | Isabella Tobias / Deividas Stagniūnas | Lituânia       | 132.58 | 51.83 (5) | 80.75 (4)  |
| 4                 | Nelli Zhiganshina / Alexander Gazsi   | Alemanha       | 131.61 | 55.66 (3) | 75.95 (6)  |
| 5                 | Kharis Ralph / Asher Hill             | Canadá         | 131.29 | 52.68 (4) | 78.61 (5)  |
| 6                 | Madison Hubbell / Zachary Donohue     | Estados Unidos | 131.04 | 49.71 (6) | 81.33 (3)  |
| 7                 | Isabella Cannuscio / Ian Lorello      | Estados Unidos | 115.22 | 42.05 (7) | 73.17 (8)  |
| 8                 | Alexandra Paul / Mitchell Islam       | Canadá         | 111.70 | 37.50 (8) | 74.20 (7)  |

## Quadro de medalhas
| Ordem | País             | Medalha de ouro | Medalha de prata | Medalha de bronze |    | Ordem por total |
| ----- | ---------------- | --------------- | ---------------- | ----------------- | -- | --------------- |
| 1     | Estados Unidos   | 2               |                  |                   | 2  | 1               |
| 2     | Alemanha         | 1               |                  |                   | 1  | 2               |
| 2     | República Tcheca | 1               |                  |                   | 1  | 2               |
| 4     | Bélgica          |                 | 1                |                   | 1  | 2               |
| 4     | China            |                 | 1                |                   | 1  | 2               |
| 4     | França           |                 | 1                |                   | 1  | 2               |
| 4     | Itália           |                 | 1                |                   | 1  | 2               |
| 8     | Canadá           |                 |                  | 1                 | 1  | 2               |
| 8     | Japão            |                 |                  | 1                 | 1  | 2               |
| 8     | Lituânia         |                 |                  | 1                 | 1  | 2               |
| 8     | Suécia           |                 |                  | 1                 | 1  | 2               |
| TOTAL | TOTAL            | 4               | 4                | 4                 | 12 | —               |